# Byron Donalds

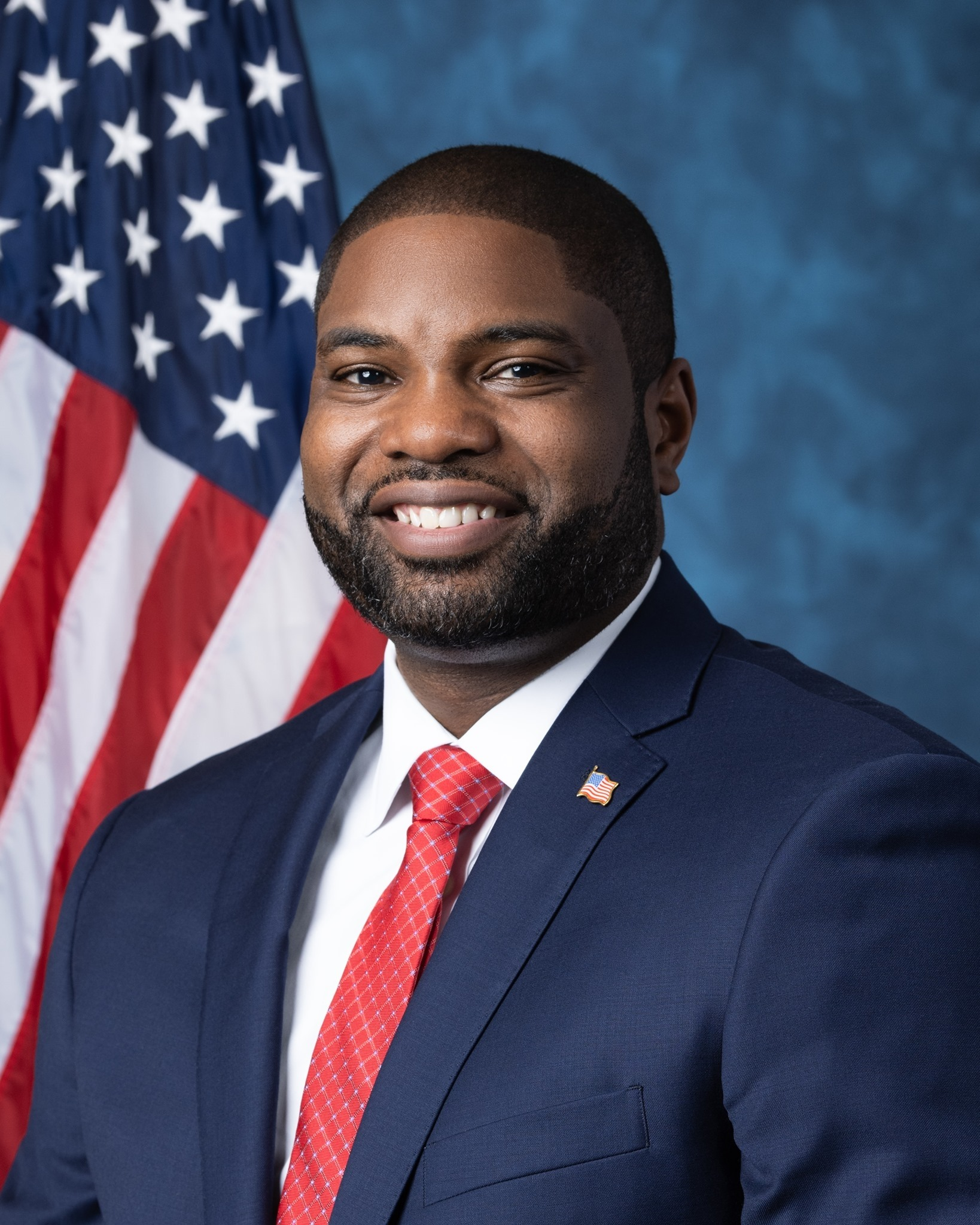
Bryon Donalds (2021)

Byron Lowell Donalds (* 28. Oktober 1978 in Brooklyn, New York City, New York) ist ein US-amerikanischer Politiker der Republikanischen Partei. Seit Januar 2021 vertritt er den 19. Distrikt des Bundesstaats Florida im Repräsentantenhaus der Vereinigten Staaten. Donalds war zuvor, von 2016 bis 2020, Mitglied des Repräsentantenhauses von Florida.

## Kindheit und Ausbildung
Donalds wurde im Stadtteil Crown Heights im Stadtbezirk Brooklyn in New York City geboren und wuchs dort auf. Als eines von drei Kindern wurde er von seiner alleinerziehenden Mutter großgezogen. Im Jahr 1996 machte Donalds seinen Abschluss an der Nazareth Regional High School in Flatbush. Im Jahr 2002 erwarb er an der Florida State University einen Bachelor of Science in Finanzen und Marketing. Bevor er in die Politik ging, arbeitete Donalds in der Finanz-, Versicherungs- und Bankbranche in Florida.
Donalds und seine Frau Erika haben drei Söhne. Sie leben in Naples (Florida).

## Politik
Donalds wurde als Teilnehmer der Tea-Party-Bewegung politisch aktiv, diese Erfahrung ermutigte ihn, für ein politisches Amt zu kandidieren.
2012 kandidierte Donalds für das US-Repräsentantenhaus im 19. Kongresswahlbezirk von Florida. Er belegte den fünften Platz von sechs Kandidaten. Im Jahr 2014 wurde Donalds als wahrscheinlicher Kandidat für das US-Repräsentantenhaus im 19. Kongressbezirk von Florida nach dem Rücktritt von Trey Radel gehandelt, er entschied sich aber gegen eine Kandidatur.
Donalds wurde im Jahr 2016 für den 80. Bezirk in das Repräsentantenhaus von Florida gewählt. Während seiner Amtszeit dort, führte Donalds den Vorsitz im Unterausschuss für Versicherungen und Bankwesen.

### Repräsentantenhaus der Vereinigten Staaten

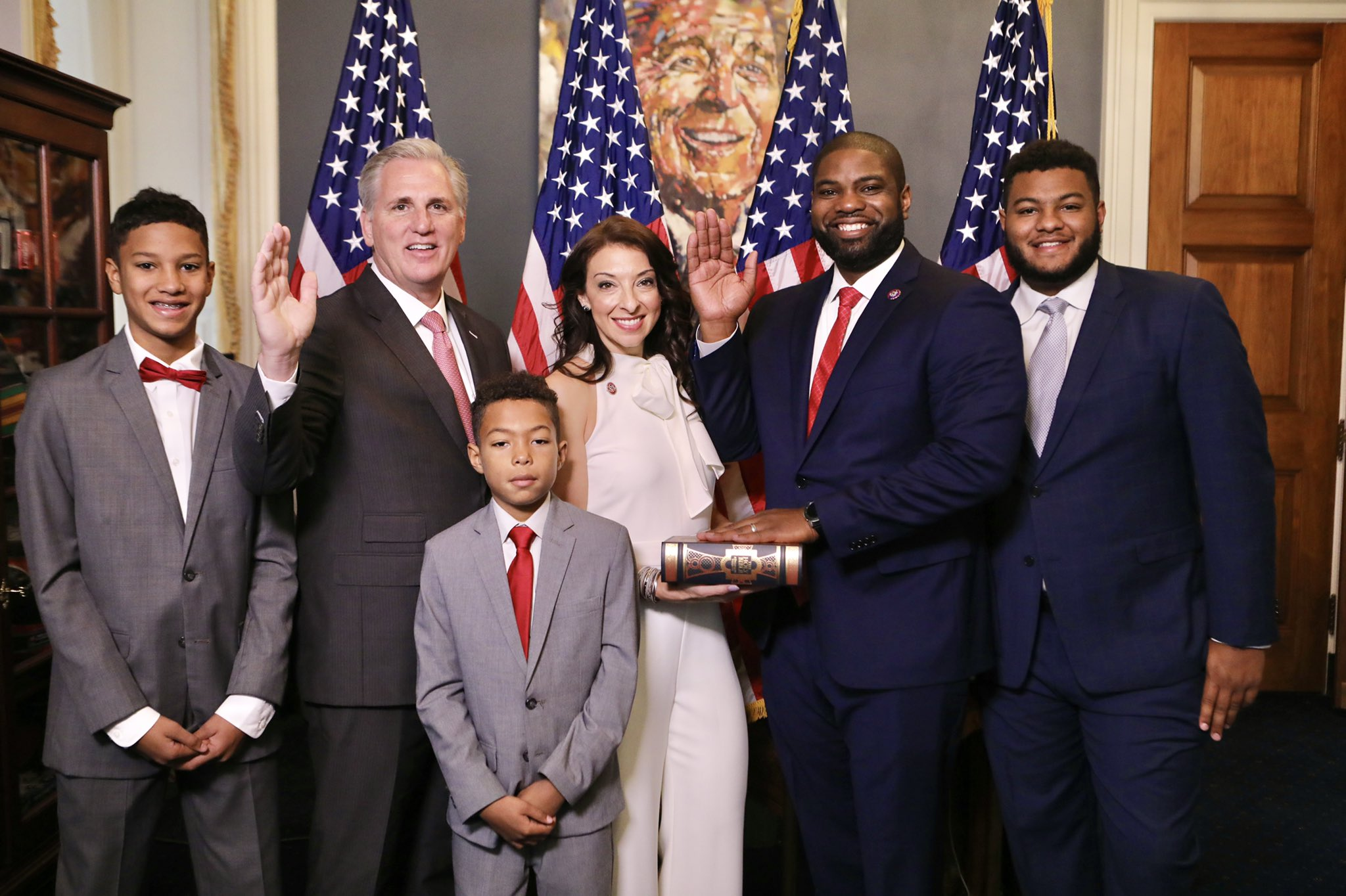
Vereidigung Donalds durch den Minderheitsführer im Repräsentantenhaus, Kevin McCarthy

Donalds war der republikanische Kandidat für Floridas 19. Wahlbezirk bei den Kongresswahlen 2020. Er kandidierte als Nachfolger des scheidenden Amtsinhabers Francis Rooney. Im August 2020 wurden anonyme Textnachrichten an Wähler im 19. Bezirk verschickt, in denen behauptet wurde, Donalds würde aus dem Rennen aussteigen. Donalds stellte später per Tweet klar, dass er nicht aussteigt und bezeichnete die Nachrichten als „illegal“.
Während seines Wahlkampfes erklärte Donalds seine Unterstützung für wirtschaftliche Freiheit, sauberes Wasser, Atomkraft und eine geringere Beteiligung der Regierung an der Gesundheitsversorgung. Er lehnt den Green New Deal ab.
Bei den Kongresswahlen im November 2020 besiegte Donalds die demokratische Kandidatin Cindy Banyai. Donalds sagte, dass er sich auf die Politik in Bezug auf die Wasserqualität in Südwest-Florida konzentrieren wird.
Ende 2020 wurde Donalds als Mitglied der Freedom Force identifiziert, einer Gruppe von neuen republikanischen Abgeordneten des Repräsentantenhauses, die nach eigener Aussage „gegen den Sozialismus in Amerika kämpfen.“
Im Januar 2021 stimmte Donalds gegen die Zulassung von Wahlmännern aus den Bundesstaaten Arizona und Pennsylvania bei der Präsidentschaftswahl 2020.
Die Primary (Vorwahl) seiner Partei für die Wahlen 2022 im August konnte er gegen Jim Huff mit rund 84 % gewinnen. Er trat am 8. November 2022 erneut gegen die Cindy Banyai von der Demokratischen Partei, sowie den unabhängigen Patrick Post an. Er konnte die Wahl mit 68 % der Stimmen für sich entscheiden. Bei der nächsten Vorwahl 2024 hatten weder Byron Donalds noch die Demokratin Kari Lerner Gegenkandidaten. Er setzte sich in der Hauptwahl mit 66,3 % gegen Lerner durch. Er ist dadurch im Repräsentantenhaus des 119. Kongresses vertreten.
Im Januar 2025 erklärte er gegenüber Parteispendern und -freunden, dass er 2026 nicht für den Kongress, sondern als Nachfolger von Ron DeSantis für das Amt des Gouverneurs von Florida anzutreten gedenke. Im Februar 2025 signalisierte Donald Trump seine Unterstützung, in dem er eine Meinungsumfrage auf Truth Social postete, nach der Donalds bei der Vorwahl führen würde.

#### Ausschüsse
Er ist aktuell Mitglied in folgenden Ausschüssen des Repräsentantenhauses:
- Committee on Oversight and Reform
  - Civil Rights and Civil Liberties
  - Economic and Consumer Policy
- Committee on Small Business
  - Economic Growth, Tax, and Capital Access
  - Oversight, Investigations, and Regulations
- Committee on the Budget
- Select Committee on Economic Disparity and Fairness in Growth

Außerdem ist er Mitglied im Freedom Caucus.

### Kontroversen
Donalds gehörte zu den Mitgliedern des Repräsentantenhauses, die bei der Auszählung der Wahlmännerstimmen bei der Präsidentschaftswahl 2020 für die Anfechtung des Wahlergebnis stimmten. Präsident Trump hatte wiederholt propagiert, dass es umfangreichen Wahlbetrug gegeben hätte, so dass er sich als Sieger der Wahl sah. Für diese Behauptungen wurden keinerlei glaubhafte Beweise eingebracht. Der Supreme Court wies eine entsprechende Klage mit großer Mehrheit ab, wobei sich auch alle drei von Trump nominierten Richter gegen die Klage stellten.
Im Juni 2024 geriet Byron Donalds in Kritik, nachdem er öffentlich behauptet hatte, dass es schwarzen Familien zur Zeit der Jim-Crow-Gesetzen besser gegangen sei, da die Familien zusammen gewesen seien.
Er forderte Mitte Juni 2024 den Obersten Gerichtshof nach dem Schuldspruch gegen Trump in New York auf unmittelbar einzugreifen, da Rechtsmittel zu lange dauern würden.